# テクノロジー&エンジニアリング・エミー賞
テクノロジー&エンジニアリング・エミー賞（Technology & Engineering Emmy Award、技術・工学エミー賞）は、アメリカ合衆国のテレビ産業に関する技術・工学の開発における優れた業績に贈られる賞。エミー賞の一つで、全米テレビ芸術科学アカデミー（NATAS）が主催する。

## 概要
テクノロジー&エンジニアリング・エミー賞は、テレビ産業の技術またはエンジニアリングの開発における優れた業績に対して、全米テレビ芸術科学アカデミー（NATAS）から授与される。既存の技術を大幅に改善したか、テレビの送信、録画、受信に重大な影響を与えるほど革新的であるかのいずれかの工学技術に関わる、個人、企業、または科学技術団体に贈られる。この賞は、テレビ業界の高度な資格を持ち、経験豊富な技術者で構成される特別委員会によって決定される。